# Wayland Academy
La Wayland Academy est un lycée privé mixte sélectif avec internat, situé à Beaver Dam, dans le Wisconsin, aux États-Unis.

## Histoire
La Wayland Academy est fondée par la législature du Wisconsin en 1855 sous le nom de Wayland University par un groupe qui comprend S. L. Rose (en) (représentant de Beaver Dam à l'Assemblée de l'État du Wisconsin) et d'autres dignitaires locaux. 
Établie en tant qu'académie baptiste, elle porte le nom de Francis Wayland (en). La première pierre du Wayland Hall est posée en 1855, marquant le début d'une nouvelle institution visant à augmenter le nombre d'étudiants du Midwest préparés à étudier dans les séminaires baptistes. Au cours des années 1860, elle devient mixte.
À l'automne 1868, après la fin de la guerre de Sécession, Wayland est brièvement rattachée à l'Université de Chicago, mais reprend son indépendance en 1875. Pendant la Grande Dépression, l'administration choisit de mettre fin à son affiliation historique aux baptistes. Dans les années 1960, il prend le nom de Wayland Junior College. Après avoir intégré un collège dans les années 1980, Wayland devient le lycée préparatoire à l'université de quatre ans, avec internat et externat, qu'il est depuis ce jour, accueillant les élèves de la 9e à la 12e année. 
À l'été 1944, pendant la Seconde Guerre mondiale, le camp de Beaver Dam, un camp de prisonniers de guerre, est construit sur le terrain de l'actuel complexe sportif de la Wayland Academy. Ce camp abritait 300 prisonniers de guerre allemands dans un campement de tentes.

## Étudiants célèbres
- Ric Flair (1949- ), catcheur ;
- Charles S. Johnson (1893-1956) :  sociologue et universitaire ;
- Ernest Batson Price (1890-1973) : diplomate, militaire, homme d'affaires et professeur d'université ;
- Frederick Douglas Underwood (1849-1942) : homme d'affaires.